# Бортник Сергій Юрійович
Бортник Сергій Юрійович (14 листопада 1961 року) — український геоморфолог, доктор географічних наук, завідувач кафедри землезнавства та геоморфології, професор географічного факультету Київського національного університету імені Тараса Шевченка, академік Академії наук вищої освіти України.

## Біографія
Народився 14 листопада 1961 року в с. Варварівка. Зараз в межах міста Іллінці, Вінницької області. Закінчив 1984 року Київський університет, 1990 року аспірантуру. У Київському університеті працював у 1985—1987 роках стажистом-дослідником, у 1990—1997 роках асистентом, у 1997—2002 роках доцентом. З 2002 року завідувач кафедри землезнавства та геоморфології географічного факультету, професор. Кандидатська дисертація «Еволюція палеорельєфу території Верхнього Побужжя в мезозої-кайнозої» захищена 1992 року. Докторська дисертація «Морфоструктури центрального типу території України: просторово-часовий аналіз» захищена 2002 року. Віце-президент — Головний вчений секретар Українського географічного товариства.

## Нагороди і відзнаки
Нагороджений Почесною грамотою Міністерства освіти і науки України 2008 року.

## Наукові праці
Досліджує морфоструктури центрального типу території України, їх поширення та динаміку. Висунув і розробляє концепцію ландшафтно-геоструктурної конформності як основи для аналізу структурних особливостей земної кори. Впроваджує дистанційні методи дослідження рельєфу земної поверхні для цілей морфоструктурного аналізу. Автор понад 110 наукових праць, співавтор 3 монографій. Автор карт Національного атласу України. Основні праці:
1. Методологія географічної науки. — К., 1997 (у співавторстві).
2. Глобальне потепління і клімат України: регіональні екологічні та соціально-економічні аспекти. — К., 2002 (у співавторстві).
3. Географічні основи охорони навколишнього середовища. — К., 2006 (у співавторстві).